# Parc national Călimani
Le parc national Călimani (en roumain : Parcul Naţional Călimani) est une aire protégée (parc national de la catégorie II IUCN) située en Roumanie. Il est implanté à l'intérieur des monts Călimani dans les Carpates orientales. Il s'étend sur 240 km2, sur le territoire administratif des comtés Mureș (45 %), Suceava (35 %), Harghita (15 %) et Bistriţa-Năsăud (5 %).

## Histoire
Le parc national Călimani a été créé en 2000 à la suite d'une proposition du Centre de recherche biologique de Cluj en 1975,. Le but est donc de protéger la biodiversité de la faune et la flore du secteur . 
Il est l'un des plus grands parcs en Roumanie.

## Flore
Le parc national Călimani abrite des écosystèmes différents : forêt mixte d'épinettes et de hêtres, forêts d'épinettes et prairies alpines. On dénombre 1004 espèces de plantes vasculaires, où les plantes herbacées dominent. 
Il est possible d'observer plusieurs espèces rares ou vulnérables. 

## Impacts anthropiques
Au sein du parc national Călimani, les vestiges d'une mine de soufre à ciel ouvert sont visibles. Des travaux de prospection entre les années 1962 et 1972 ont mené à son exploitation entre 1971 et 1997.
L'aménagement du site minier n'a pas pris en compte les possibles dommages environnementaux. Les déchets miniers ont été déposés dans quatre terrils miniers, disposés en périphérie de la mine. Dès le départ, ils étaient très instables et ont subi de nombreux glissements de terrain au fil des ans. Ces glissements ont alors détruits les forêts en aval de la mine. 
Encore à ce jour, la mine génère du drainage minier acide et impact l'environnement en acidifiant les eaux et les sols,.

## Galerie

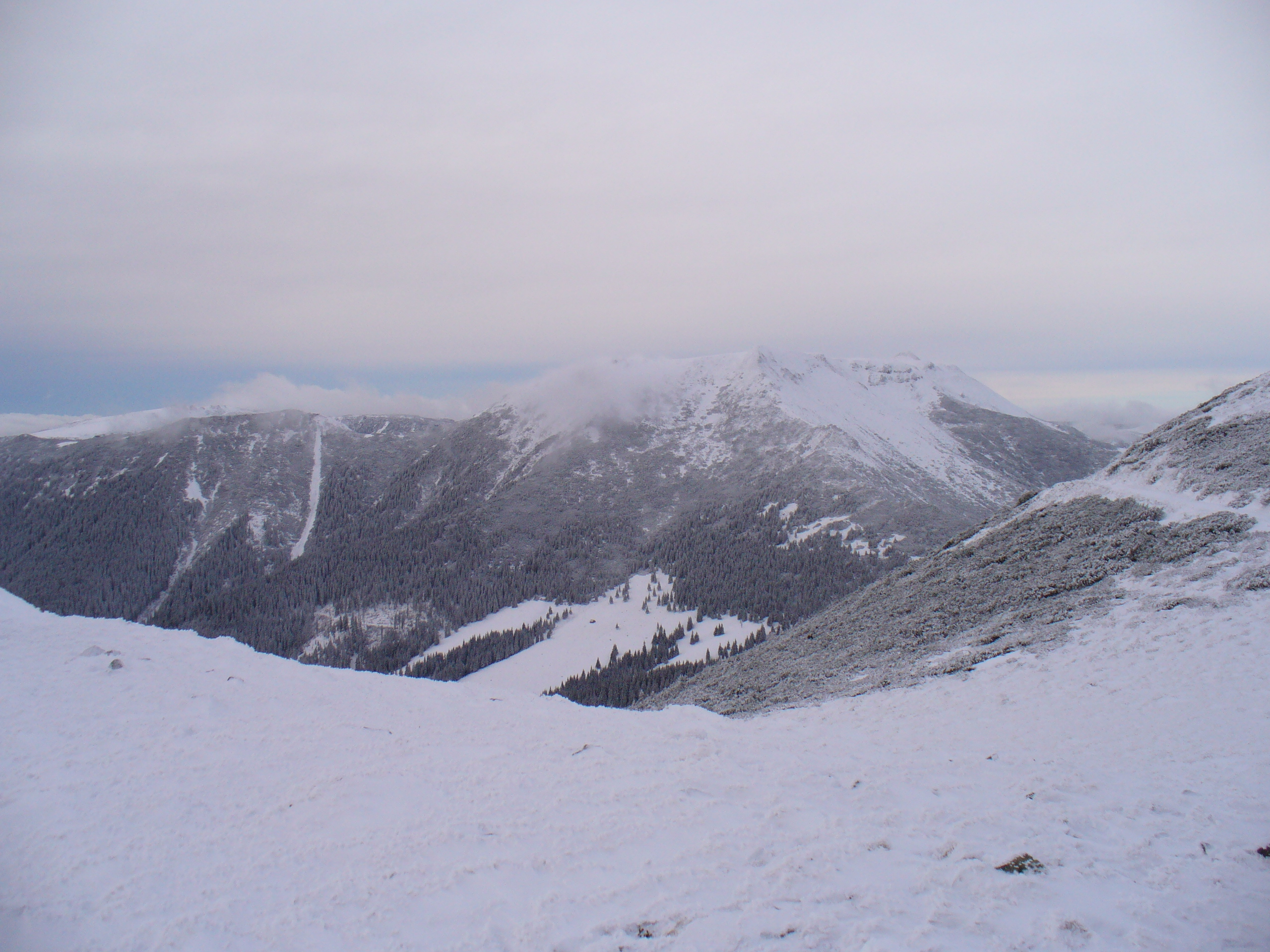
Mont Pietrosul
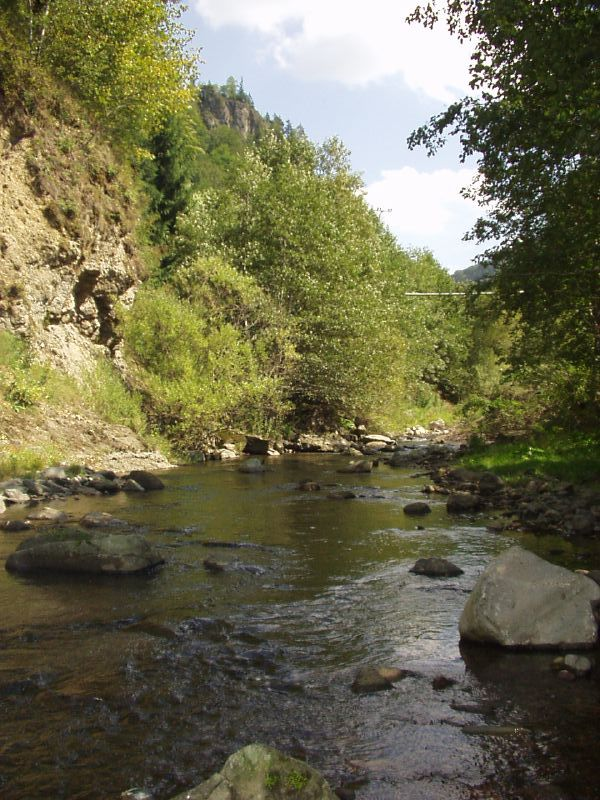
Rivière Bistrita